# Старое Лепьево
Старое Лепьёво — деревня в Краснослободском районе Республики Мордовия Российской Федерации. Входит в состав Ефаевского сельского поселения.
Старое Лепьево (Сире Лепию) — мокш., деревня в Краснослободском районе. Находится на прудах. В «Списке населенных мест Пензенской губернии» (1869) Старая Лепьевка — деревня казенная из 45 дворов Краснослободского уезда. Название от мордовского слова лепе "ольха" (населенный пункт обосновался у ольховой рощи).

## География
Деревня Старое Лепьёво находится в 35 километрах от районного центра Краснослободск. В деревне одна улица — Центральная.

## Население
| 2002 | 2010 |
| ---- | ---- |
| 61   | ↘34  |

Единственная школа в деревне была закрыта в 1970-х годах.